# Котронеї
Котронеї (італ. Cotronei, сиц. Cutrunei) — муніципалітет в Італії, у регіоні Калабрія, провінція Кротоне.
Котронеї розташоване на відстані близько 480 км на південний схід від Рима, 34 км на північний схід від Катандзаро, 31 км на захід від Кротоне.
Населення — 5459 осіб (2014).
Щорічний фестиваль відбувається 6 грудня. Покровитель — святий Миколай.

## Демографія
Населення за роками:

Станом на 1 січня 2023 року в муніципалітеті офіційно проживало 265 іноземців з 25 країн, серед них 115 громадян країн Євросоюзу та 32 громадяни України.

## Сусідні муніципалітети
- Каккурі
- Петілія-Полікастро
- Роккабернарда
- Сан-Джованні-ін-Фйоре
- Таверна